# Fixgerade
Eine Fixgerade ist in der affinen und der projektiven Geometrie eine Gerade, die unter einer (affinen) bzw. einer projektiven Abbildung auf sich selbst abgebildet wird. Bei einer Fixgeraden müssen – anders als bei einer Fixpunktgeraden – nicht alle Punkte der Geraden auf sich selbst abgebildet werden, es genügt, wenn jeder Punkt der Fixgeraden wieder auf einen Punkt dieser Geraden abgebildet wird. Daher ist jede Fixpunktgerade eine Fixgerade, aber nicht umgekehrt. Eine Fixgerade ist ein eindimensionaler Fixraum. Das Vorhandensein oder Nichtvorhandensein von Fixräumen (spezieller: Fixgeraden) ist ein wichtiges Merkmal, mit dessen Hilfe Affinitäten, affine Abbildungen, Projektivitäten und projektive Abbildungen klassifiziert werden.

## Definitionen

### Affine Fixgerade
{\displaystyle f:\;x\mapsto A\cdot x+b} sei eine Abbildung in Koordinatendarstellung.

{\displaystyle g=[s]+t} ist eine Fixgerade von f, wenn gilt:
1.) {\displaystyle [s]=[A\cdot s]\quad \iff \quad } s ist ein Eigenvektor von A zu einem Eigenwert ungleich 0
2.) {\displaystyle A\cdot t+b-t\in [s]}
Dabei ist t ein Aufpunkt von g.

### Projektive Fixgerade
Eine projektive Fixpunktgerade wird durch zwei linear unabhängige Eigenvektoren zum gleichen Eigenwert ungleich 0 im Raum der Koordinatenvektoren erzeugt.